# ロケットスターター
『ロケットスターター』（ROCKET★STARTER）は、深山和香による日本の漫画作品。『good!アフタヌーン』（講談社）において02号（2009年）から17号(2011年)まで連載された。単行本全3巻。題名は同人誌時代の作品や、新人賞応募作でも使われたとのこと。単行本第1巻のキャッチコピーは「この島で出逢えて、よかった。」。また「気鋭のイラストレーター 深山和香 初のオリジナルコミック!!」と銘打たれている。

## あらすじ
南の島にある研究所の博士の娘・タケルは、島の森でマリンとテスラという兄弟と知り合う。マリンの家で楽しい時を過ごしたタケルは、島の住民に「魔女」と呼ばれ、また「ユーティリティ」とも呼ばれるこの不思議な兄弟と親しくなってゆく。

## 登場人物
宮前 タケル（みやまえ タケル）
本作品の主人公にしてヒロイン。島の小学校に通う10歳。研究所に勤める母と一緒に住む。
ショートカットにTシャツ・短パンという少年っぽい見た目のため、島の子供たちから「男女」と呼ばれ、いじめられている。
マサらにより島の奥にある「白い魔女」が出現するという森に連れて行かれ、反抗して殴られているところをマリンに助けられる。タケル自身も驚いて逃げ出し、崖から落ちてしまうが、空を飛んだマリンに助けられる。空を飛んだことからマリンを「魔女」の仲間だと思い、「私を男の子にして下さい!」という願いを告げる。
マリンに連れられその家に行き、「白い魔女」の正体であるマリンの兄、テスラを紹介される。マリン宅で過ごした時間が楽しく、2人と友達になることが出来た。
虎と戦うテスラの変化には最初驚くも、すぐに「格好いい」と思う。テスラの変化に慌てて言い訳をしていたマリンは、それを聞いて安堵した。
名の「タケル」は神の名である「尊」の意味で、「もっと強い人間になって欲しい」という母の思いから付けられた。男の子になりたいというのは本心ではなく、母の思いに応えたいからであった。実際には花やリボンが好きで、可愛い服に憧れる普通の女の子である。
島に来る前は東京で祖母（千春の母）と暮らしていたが、母からの誘いに祖母の反対を押し切ってやって来た。
マリン
本作品のもう1人の主人公。森に住む元気な少年。空を飛ぶことが出来る。
森でいじめられていたタケルを助け、親しくなる。「白い魔女」に間違われたことから、会わせてやると自分の家に連れて行く。
がじゅまるの木の根元に造られた家に住む。家の中には南洋系の仮面や置物、また大量の本が雑多に置いてある。また畑で野菜を自給自足している。「メカジキサンド」という料理が得意である。
タケルに会いに村に来た時には、「変装」のために何故かミニスカートのドレスを着て来た。マサと遭遇した時に馬鹿にされたときには「俺は女男だ」と反撃した。後にマスターの店でメイド服を着せられた時にも最初こそ怒るがすぐに平気になるなど、嫌だと言いつつ女装に抵抗は無い模様。また普段の女装時の服はテスラが選んでいるらしい。
千春の管理する洞穴に無断で入っていった先で、導かれるように奥に進み、「アンダーバー」に触れたことで気絶する。テスラに助けられるも「プニプニ」が変化し眠りこけるようになってしまったが、嵐の晩に覚醒する。
テスラ
マリンの兄。島の住人に目撃された「白い魔女」の正体。白い全身タイツ姿で、初めて見たタケルは「変なオッサン」と言ってしまった。
タケルに、自分たちが「魔女」の呼び名のほかに、最近では「ユーティリティ」と呼ばれている、と説明するが、その意味は知らない。
タケルが自分の思いを封印し、悩んでいることに気付き、優しくアドバイスする。
研究所のサイレンが鳴った時には、表情が険しくなり、森の奥に入って行った。マリンによると「サイレンが鳴ると、いつも一人で夜の森に入って行く」らしい。今回はマリンとタケルの前でサイレンが鳴ったため、2人はテスラの後を追うが、その目前に牙の付いた虎が現れる。助けに来たテスラは、虎の牙に貫かれるという大怪我を負うがすぐに治癒し、さらに右腕が刀のような形に変化して虎と格闘した。
千春の研究に協力しているが、民俗学者であった千春の父とも「旧知の仲」らしい。またカフェ「三叉路」のマスターにはお前だけが変わらない、と言われている。
宮前 千春（みやまえ ちはる）
タケルの母。島にある研究所に勤務する博士でシングルマザー。眼鏡を掛けた喫煙者。有能な遺伝子研究者であるらしいが、生活態度においては片付けが出来なく、下着姿のまま机で寝たりとだらしない所がある。
島については信頼していないようで、タケルに対し街へ買い物には行かないように、などと言い付けている。また、「この島の夜はとてもおそろしい」と忠告する。
「ユーティリティ」について、メモを記載しており、タケルはそれを見付けている。職務は、表向きは「レアメタルの鉱床の採掘」となっているが、実際には「ユーティリティ」、また「アンダーバー」の研究が主である。研究にはテスラの協力を得ている。また「アンダーバー」については動物実験も行っており、タケルらを襲った虎はその実験体であった。
マスター
名前は不明。キリエの祖父。客からは「マスター」、マリンからは「じいさん」「じじい」、キリエからは「おじいちゃん」と呼ばれる。島でカフェ「三叉路」を営んでいる。
テスラと虎との戦いの場から逃げる途中、海に落ちたマリンが頼った人物。マリンとは以前からの知り合いで、得意料理である「メカジキサンド」のレシピ考案者である。
2人に働いてもらう際にキリエと謀ってメイド服を着せる。コスプレ好きのようで「次はこの衣装で」と言いセーラー服を取り出した。
マリンとテスラの秘密を知っている模様。
キリエ
マスターの孫娘。マリンとは憎まれ口を利く仲である。
マリンの得意料理である「メカジキサンド」の発案者である。ほかにも奇妙な食材を使った料理を考えるのが得意な模様で、料理に対する薀蓄が始まると話が長くなる。
「助けてあげた」代償に2人を店で働かせる。この日は「メイドっ子が2人に増えた」という電話を連絡網として回した結果、大繁盛した。
マサ
タケルをいじめる集団のリーダー。体格は良いが小心で、マリンからは「ビビリっ子」と呼ばれる。
八木沢 カナ（やぎさわ カナ）
千春を慕って島にやって来た女性。千春には大学時代の会社体験で世話になり、「新世紀の自立した女性像」として憧れている。東京の出版社でOLをやっているが、キリエに（後で千春にも）会社をリストラされたのではないかと言われ、焦った行動を見せる。
風間 連（かざま れん）
千春の部下。ダンディなイケメンで、キリエを始め島の女性達に人気が高い。年齢は「たぶん20代」。
実は「ユーティリティ」のひとりであり、覚醒したマリンと「奈落の底」で対峙する。

## 用語
ユーティリティ  (Utility)
マリンとテスラの兄弟が呼ばれている呼び名。人間だが空を飛んだり、腕が刀のように変化する。また胸に丸くて柔らかい部分（タケルは「プニプニ」と呼ぶ）があり、怪我をしたときにはそこが輝き患部を治癒する。腕が変化する際には体に模様が浮かぶ。
千春が記した「ヒト」「未来」「＝進化」の記載と体に浮かぶ模様、そして「Aboddon」「奈落の王」と書かれていたメモがあるが、詳細はまだ明らかになっていない。
アンダーバー
千春が管理する洞穴の奥にいた謎の物体。テスラの背に浮かぶ模様と同じ姿をしている。テスラはその洞穴を「奈落の底」と呼ぶ。
その正体については、テスラいわく「まだ何ひとつ確かなことがわかっていない」とのことである。元は巨大な石だったらしいが、動くことから「生きている石」と呼ばれる。また、動物に触れると、その動物本来の能力を上回る「力」を与えるらしい。その力はユーティリティに似ているとテスラは評す。

## 主な舞台
雲珠島（うずしま）
南海にある島。東京からフェリーが出ており、一泊二日で到着する。

## 書誌情報
- 深山和香 『ロケットスターター』 講談社〈アフタヌーンKC〉、全3巻
  1. 2010年2月5日初版発行、ISBN 978-4-06-310626-8
  2. 2010年7月7日初版発行、ISBN 978-4-06-310677-0
  3. 2011年11月7日初版発行、ISBN 978-4-06-310792-0